# Alpine, Texas
Alpine là một thành phố thuộc quận Brewster, tiểu bang Texas, Hoa Kỳ. Năm 2010, dân số của xã này là 5905 người.

## Dân số
- Dân số năm 2000: 5786 người.
- Dân số năm 2010: 5905 người.